# Tourer

Honda NT700V Deauville

Ein Tourer ist ein straßenzugelassenes Motorrad, das besonders zum Fahren längerer Reisen geeignet ist. Tourer sind in der Regel großzügig verkleidet, um den Fahrer wirksam vom Fahrtwind zu entlasten. 

## Klassifikation
Die klassische Sitzposition ist nur leicht nach vorne gebeugt mit etwas erhöhtem Lenker. Der Kniewinkel ist bequem, zirka 80 bis 90 Grad. Der Motor ist eher auf Durchzugskraft (Elastizität) als auf Höchstleistung ausgelegt, so dass eine ruhige, aber deshalb nicht unbedingt langsame Fahrweise möglich ist. Die Technik ist üblicherweise wartungsarm, man findet in dieser Motorradkategorie häufig Kardanantrieb vor. Es besteht meist die Möglichkeiten zur Mitnahme von Gepäck in Koffern, nicht selten sind die Modelle bereits ab Werk mit Koffern ausgestattet. Gemäß den Anforderungen nach Leistung, sind Tourer meist in höheren Hubraumklassen vertreten.

## Geschichte
Als erstes Tourermotorrad gilt die Harley-Davidson Electra Glide, die 1965 erstmals erschien. Mit steiferem Rahmen, höhere Verdichtung, stärkere Bremsen und neue Nockenwellen sowie einem elektrischen Anlasser und über 40 kg mehr Gewicht, unterschied sie sich deutlich von dem Vorgänger Modell Harley-Davidson Duo Glide. Daraufhin folgte im Februar 1968 die Moto Guzzi V7 700 (später umbenannt in V7 Polizia). Dieses Polizeimotorrad wies schon das typische Toureraussehen auf und wurde von dem Los Angeles Police Department genutzt. Dies löste große Beliebtheit für das später in Moto Guzzi V7 California umbenannte Motorrad aus. Dadurch wurden andere Motorradhersteller auf den wachsenden Markt aufmerksam. 1972 entstanden die ersten Prototypen für die Honda Gold Wing, das erste fertige Modell erschien allerdings erst 1988. Die BMW R 90 S gilt als erstes Serienmotorrad der Welt mit einer schnittige, lenkerfeste Cockpit-Verkleidung aus glasfaserverstärktem Kunststoff und legte so 1973 einen weiteren Grundstein zur Entwicklung des Tourer Motorrads.
Seit Jahren stehen hauptsächlich elektronische Komponenten wie Handykonnektivität, Schaltassistent, Rückfahrassistent, Airbags und verbesserte Audio-Systeme im Vordergrund der Weiterentwicklung.
Inzwischen rücken Tourer in den Hintergrund der immer beliebter werdenden Reiseenduros als typisches Reisemotorrad.

### Sporttourer
Ende der 1980er Jahre entstanden die Sporttourer, die sich durch leistungsstärkere Motoren und Fahrwerke sowie eine sportlichere Sitzhaltung auszeichnen. Die Vollverkleidung ist in der Regel mehr nach aerodynamischen Gesichtspunkten gestaltet und daher nicht ganz so ausladend wie bei klassischen Tourern.

## Marktübersicht
Typische Tourer-Motorradmodelle sind:
| Bild | Hersteller | Modell                  | Motor                  | Hubraum  | Leistung        | Antrieb       | Leergewicht (vollgetankt) | Verkaufsstart |
| ---- | ---------- | ----------------------- | ---------------------- | -------- | --------------- | ------------- | ------------------------- | ------------- |
|      | BMW        | K 1600 GT (K48)         | 6-Zylinder-Reihenmotor | 1649 cm³ | 118 kW (160 PS) | Kardanantrieb | 306 kg                    | 2011          |
|      | BMW        | R 1250 RT               | 2-Zylinder-Boxermotor  | 1254 cm³ | 100 kW (136 PS) | Kardanantrieb | 279 kg                    | 2018          |
|      | Honda      | NT1100                  | 2-Zylinder-Reihenmotor | 1084 cm³ | 75 kW (102 PS)  | Kettenantrieb | 238 kg                    | 2022          |
|      | Honda      | GL1800 Gold Wing (SC79) | 6-Zylinder-Boxermotor  | 1833 cm³ | 93 kW (126 PS)  | Kardanantrieb | 365 kg                    | 2018          |
|      | Triumph    | Trophy SE               | 3-Zylinder-Reihenmotor | 1215 cm³ | 98 kW (133 PS)  | Kardanantrieb | 301 kg                    | 2012          |
|      | Kawasaki   | Z1300                   | 6-Zylinder-Reihenmotor | 1286 cm³ | 74 kW (101 PS)  | Kardanantrieb | 294 kg                    | 1979          |
|      | Honda      | ST 1100 Pan European    | 4-Zylinder-V-Motor     | 1085 cm³ | 72 kW (98 PS)   | Kardanantrieb | 327 kg (mit ABS)          | 1990          |

Weitere Tourer/Sporttourer sind unter anderem:
- Aprilia Futura
- BMW R 1200 CL (K30)
- BMW K 1200 LT
- BMW R 1200 RT (K26)
- BMW R18 Transcontinental (K35)
- BMW K 1300 GT (K44)
- BMW F 800 ST (K71)
- Harley-Davidson Electra Glide
- Harley-Davidson Road King
- Honda NT700V Deauville
- Honda ST1300 Pan European
- KTM 1290 Super Duke GT
- Kawasaki GTR 1000
- Kawasaki Z 1000 SX
- Kawasaki 1400 GTR
- Moto Guzzi Norge 1200 / GT 8V
- MZ Skorpion Traveller
- Suzuki GSX-S 1000 F
- Triumph Sprint ST
- Yamaha TDM
- Yamaha XJ
- Yamaha FJR 1300